# Urawa
Urawa (jap. 浦和区 Urawa-ku) – dawniej oddzielne miasto, obecnie dzielnica miasta Saitama w Japonii, na wyspie Honsiu, w prefekturze Saitama. Ma powierzchnię 11,51 km². W 2020 r. mieszkało w niej 164 851 osób, w 74 341 gospodarstwach domowych  (w 2010 r. 144 872 osoby, w 61 979 gospodarstwach domowych).